# Scipione Caffarelli-Borghese
Scipione Caffarelli-Borghese (Artena, 1 de setembro de 1577 — Roma, 2 de outubro de 1633) foi cardeal católico, arcebispo de Bolonha (1610–1612). Era sobrinho de Camillo Borghese, eleito papa como Paulo V, em 1605.

## Biografia
Nasceu em Artena em 1 de setembro de 1577. De família patrícia. Filho único de Marcantonio Caffarelli e Ortensia Borghese, irmã do Papa Paulo V (1605-1621). Primo do cardeal Giovanni Battista Leni (1608). Ele também está listado como Scipione Borghese; e seu sobrenome como Borghese Caffarelli. Com permissão do Papa Paulo V, considerando que sua família não tinha descendente masculino para auxiliá-lo, Scipione adotou o sobrenome e as armas da família Borghese em sua promoção ao cardinalato.
Estudou filosofia no Collegio Romano ; e direito na Universidade de Perugia, com a ajuda de seu tio, o futuro papa.
Criado cardeal sacerdote no consistório de 18 de julho de 1605. Recebeu as quatro ordens menores em 31 de julho de 1605; o subdiaconado em 1º de agosto de 1605; e o diaconato em 5 de agosto de 1605.
Ordenado em 7 de agosto de 1605. Recebeu o gorro vermelho e o título de S. Crisogono em 17 de agosto de 1605. Cardeal nipote . Secretário dos Breves Apostólicos em setembro de 1605. Superintendente negotiorum Sanctae Sedis . Governador de Fermo em 4 de abril de 1606. Legado a latere em Avignon e Comtat Venaissin em 4 de julho de 1607. Arcipreste da patriarcal basílica de Latrão em 1607 e abade commendatario de S. Gregorio al Monte Celio, também em 1607. Prefeito da SC do Concílio em 1607. Abade commendatario de Subiaco desde 1608. Bibliotecário da Santa Igreja Romana ad vitam, de 11 de junho de 1609 a 17 de fevereiro de 1618. Grande penitenciária, 5 de janeiro de 1610 a 2 de outubro de 1633.
Eleito arcebispo de Bolonha em 25 de outubro de 1610. Consagrado em 8 de dezembro de 1610, na Capela Sistina, em Roma, pelo Papa Paulo V, auxiliado pelo cardeal Maffeo Barberini, bispo de Spoleto, e pelo cardeal Giovanni Garzia Mellini, bispo de Imola. Nunca foi à sua sé, governando-a por um bispo sufragâneo. Renunciou ao governo da arquidiocese de Bolonha antes de 2 de abril de 1612. Prefeito dos Breves Apostólicos, 1612. Prefeito do Tribunal da Assinatura Apostólica da Graça, 16 de fevereiro de 1618. Renunciou ao cargo de bibliotecário da Santa Igreja Romana antes de 17 de fevereiro de 1618. Protetor de Loreto, 4 de janeiro de 1620. Arcipreste da basílica patriarcal do Vaticano, 1620. Camerlengo do Sagrado Colégio dos Cardeais, 11 de janeiro de 1621; confirmado por mais um ano, de 10 de janeiro de 1622 a 9 de janeiro de 1623. Protetor da Alemanha, da Finlândia e de várias ordens religiosas, entre elas a dos Dominicanos (desde 1606) e a Camaldulense. Durante o pontificado de seu tio, ele acumulou poder extraordinário, posses e rendas, tanto em Roma quanto no campo. Participou do conclave de 1621, que elegeu o Papa Gregório XV. Participou do conclave de 1623, que elegeu o Papa Urbano VIII. Optou pela ordem dos bispos e pela sé suburbicária de Sabina em 20 de agosto de 1629, conservando na comenda o título de S. Crisogono. Então, ele se aposentou da vida pública ativa. Ele era um protetor de Gian Lorenzo Bernini, e ordenou a construção do Palazzo Borghese (futura Galleria Borghese), onde reuniu uma extensa e extraordinária coleção de arte. O cardeal também foi protetor do satírico italiano Trajano Boccalini, que lhe dedicou Ragguagli di Parnaso em 1612. Ele escreveu Carmina de cardinalibus a Paulo V creatis ac episcoporum ab eo institutorum præstantia . Ele era um amigo íntimo e protetor do cardeal Stefano Pignatelli.
Morreu em Roma em 2 de outubro de 1633, em seu palácio romano. Enterrado no túmulo de sua família na basílica patriarcal da Libéria, Roma